# Pseudopoda bibulba
Pseudopoda bibulba är en spindelart som först beskrevs av Xu och Yin 2000.  Pseudopoda bibulba ingår i släktet Pseudopoda och familjen jättekrabbspindlar. Inga underarter finns listade i Catalogue of Life.